# Мимасака (провинция)

Провинция Мимасака на карте Японии со старым административным делением (выделена красным).

Провинция Мимасака (яп. 美作国 мимасака но куни, «Страна Мимасака» или «провинция Мимасака») также Сакусю (яп. 作州 сакусю:) — историческая провинция Японии в регионе Тюгоку на западе острова Хонсю. Соответствует северо-восточной части современной префектуре Окаяма.

## История
Провинция Мимасака была образована в 713 году путём раздела провинции Бидзэн. Административный центр новой провинции находился в современном городе Цуяма.
В период Муромати (1338—1573) землями Мимасаки правил род Акамацу. Однако после битвы при Сэкигахара в 1600 году земли провинции перешли к Кобаякаве Хидэаки. Именно на это время приходится деятельность Миямото Мусаси, знаменитого «фехтовальщика», выходца из села Миямото провинции Мимасака.
В период Эдо (1603—1867) на территории Мимасаки существовало ленное владение хан, принадлежавшее роду Мори. Однако с 1689 года оно было передано родственникам рода сёгунов — роду Мацудайра.
В результате административных реформ 1871—1876 годов провинция Мимасака была присоединена к префектуре Окаяма.

## Уезды провинции Мимасака
- Эйта (яп. 英多郡)
- Кацута (яп. 勝田郡)
- Кумэ (яп. 久米郡)
- Масима (яп. 真島郡)
- Ооба (яп. 大庭郡)
- Томата (яп. 苫田郡)